# Publio Carisio

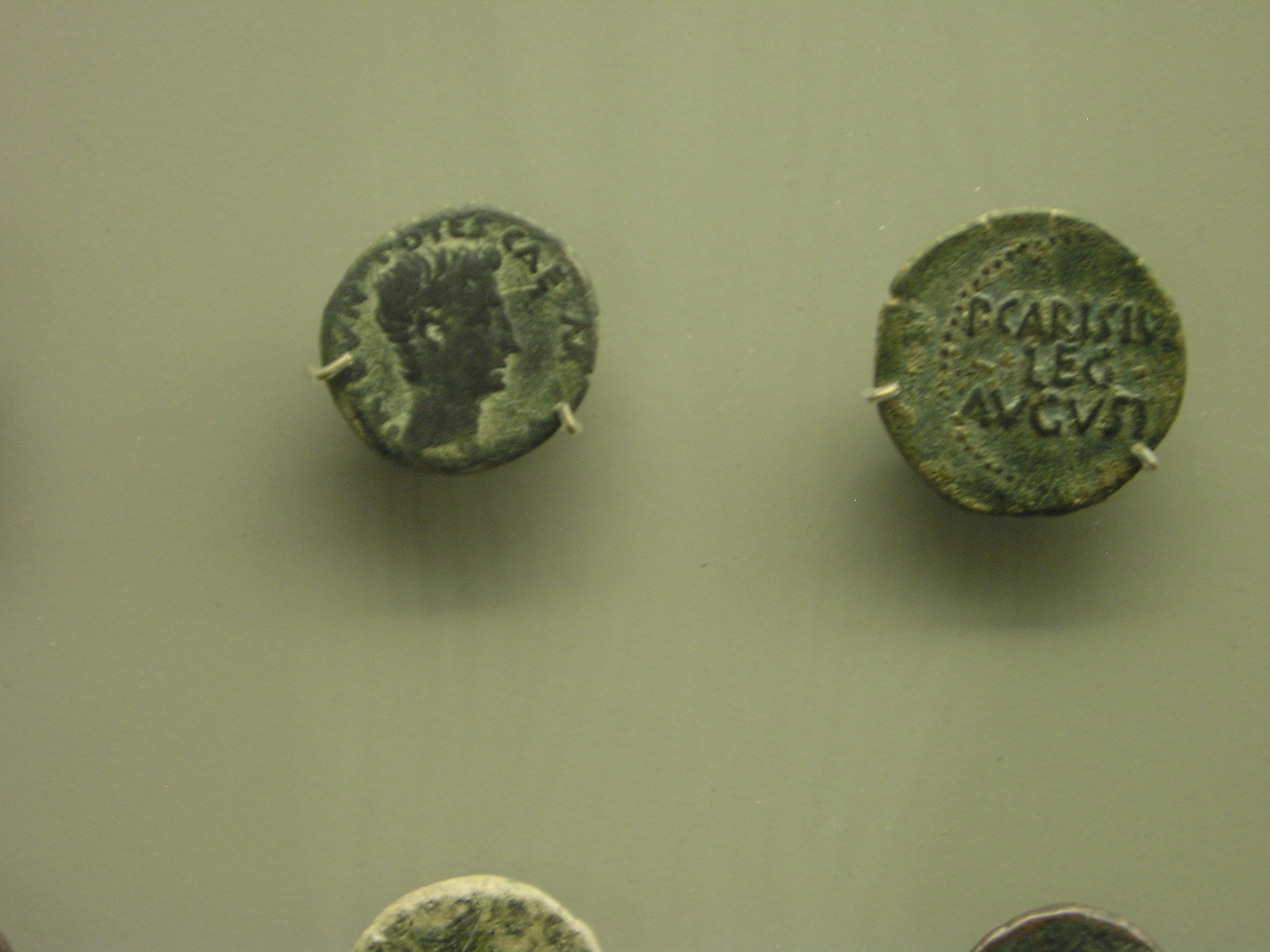
Moneda emitida por Publio Carisio durante las guerras cántabras para pagar a las tropas con moneda fiduciaria.

Publio Carisio (en latín, Publius Carisius) fue legado del emperador César Augusto en Lusitania. Intervino en las guerras cántabras contra los astures.

## Vida
Era hijo de Tito Carisio. Se ganó la confianza de César Augusto en las guerras civiles, cuando lo nombra legado de Lusitania. Ejerce este cargo entre los años 26 a. C. y 22 a. C..
Su intervención en las guerras cántabras fue decisiva para la derrota de los astures en Lancia y para la posterior conquista de la Asturias transmontana. Al mando de un ejército formado por tres legiones —la Legio V Alaudae, la Legio VI Victrix y la Legio X Gemina— y un número indeterminado de unidades auxiliares, gracias a la traición de los brigaecinos pudo repeler el ataque por sorpresa que los astures planeaban contra las legiones acampadas junto al Esla y después lanzar un contraataque contra la ciudad astur de Lancia (Villasabariego, León).
En la conquista de la Asturias transmontana (la actual Asturias), sus legiones abrieron una vía de entrada a través de las montañas de la cordillera Cantábrica que todavía conserva su nombre: la vía de la Carisa. Junto a esta vía se han encontrado los restos del campamento romano, en el monte Curriechos, que albergó a sus tropas.
Terminadas las guerras contra cántabros y astures en el año 25 a. C., fundó la ciudad de Augusta Emerita (Mérida) con los soldados licenciados de las legiones V Alaudae y X Gemina.
Durante su mandato acuñó denarios de plata con la efigie de Augusto en el anverso y su nombre y cargo —P. CARISIVS LEG AVGVSTI— en el reverso; acuñó también dos series de ases de bronce en un taller itinerante y en Lucus Augusti (Lugo) con el busto de Augusto en el anverso y la caetra o escudo redondo indígena en el reverso.
A pesar de sus victorias, tuvo que hacer frente a una sublevación de los astures en el año 22 a. C. en la que fue auxiliado por Cayo Furnio, legado de la Tarraconense, lo que provocó su cese.
Dión Casio atribuye este levantamiento a un comportamiento severo y cruel por parte de Carisio con los astures; sin embargo, Carisio también supo ganarse las simpatías de los pueblos indígenas en su gestión, como prueba la confianza mostrada por los brigaecinos y el hecho de que su nombre fuera tomado por algunos de ellos.